# Šomat
Šomat (Duits: Schönwarth) is een plaats in Slovenië en maakt deel uit van de gemeente Šentilj in de NUTS-3-regio Podravska. De plaats telde 171 inwoners op 1 januari 2020.